# Гімн Данії
Der er et yndigt land (данською: [tɛɐ̯ ˈɛɐ̯ e̝t ˈøntit ˈlænˀ, tɑ -]; укр. «Є чудова країна») — національний гімн Данії. Слова написав відомий поет Адам Готлоб Еленшлегер у 1819 році в рамках конкурсу на найкращий національний гімн. За основу взятий слоган «Ille terrarum mihi praeter omnes angulus ridet» (лат. Ця земля всміхається мені більше ніж будь-яка інша). У оригінальній версії гімн мав 12 віршів, проте згодом залишилася тільки перша, третя, п'ята та дванадцята строфа. Музику до тексту написав Ганс Кронер у 1835 році.
Зазвичай виконується коротка версія: перший куплет та три останні рядки останнього куплету.
Крім національного гімну є ще королівський гімн «Kong Christian stod ved højen mast», який виконується в присутності королівської родини.

## Текст гімну

### Оригінальна версія
Der er et yndigt land,
det står med brede bøge: nær salten østerstrand :|
Det bugter sig i bakke, dal,
det hedder gamle Danmark: og det er Frejas sal :|
Der sad i fordums tid: de harniskklædte kæmper,
udhvilede fra strid :|
Så drog de frem til fjenders mén,
nu hvile deres bene: bag højens bautasten :|
Det land endnu er skønt,
thi blå sig søen bælter,
og løvet står så grønt :|
Og ædle kvinder, skønne mø'r: og mænd og raske svende: bebo de danskes øer :|
Hil drot og fædreland!
Hil hver en danneborger,
som virker, hvad han kan! :|
Vort gamle Danmark skal bestå,
så længe bøgen spejler: sin top i bølgen blå :|

### Варіант, який виконується під час спортивних змагань
Der er et yndigt land,
det står med brede bøge: nær salten østerstrand :|
Det bugter sig i bakke, dal,
det hedder gamle Danmark: og det er Frejas sal :|
Vort gamle Danmark skal bestå,
så længe bøgen spejler: sin top i bølgen blå :|

## Другий текст
Kong Kristian (укр. «король Крістіан») — офіційний другий національний гімн, королівський гімн Данії.